# نور الدين الرفاعي
نور الدين الرفاعي (1899 - 1980) عسكري لبناني عينه الرئيس سليمان فرنجية على رأس حكومة عسكرية في مايو 1975 بعيد اندلاع الحرب الأهلية اللبنانية، وقد كانت رتبته عميد أول متقاعد. كلف أيضا ب3 وزارات هي الصحة العامة والصناعة والنفط والعدل. في حين كلف قائد الجيش إسكندر غانم بحقيبتي الدفاع والموارد المائية والكهربائية. عارضت الحركة الوطنية اللبنانية والكتلة الوطنية اللبنانية حكومته بشدة مما دفعه إلى الاستقالة بعد أقل من شهرين.